# Dan Carter
Daniel "Dan" William Carter (Leeston, 5 de março de 1982) é um jogador neozelandês de rugby union que joga na posição de abertura.
É considerado o melhor do mundo em sua posição, com grande velocidade e habilidade para defender, driblar com o corpo e chutar. Estreou pela seleção neozelandesa, tradicionalmente a mais forte do rugby union, em 2003, no mesmo ano em que se estreara no Super Rugby, pelo Crusaders. Em sua primeira partida como All Black, contra o País de Gales, marcou um try, seis conversões e um penal na vitória por 55-3, indo no mesmo ano para a Copa do Mundo.
Em 2005, no mesmo ano em que venceu com o Crusaders pela primeira vez o Super Rugby após perder as duas finais anteriores, foi eleito pela primeira vez o melhor jogador do planeta. Venceu a competição ainda em 2006 e 2008, ano em que experimentou o campeonato francês, pelo Perpignan, onde não se deu bem: uma lesão no tendão de Aquiles fez com que Carter só atuasse cinco vezes pelo novo clube.
Em 2010, de volta ao Crusaders, tornou-se o maior pontuador do Super Rugby, ultrapassando os 1000 pontos. Em 2011, ultrapassou o inglês Jonny Wilkinson como maior pontuador em jogos de seleções. Na seleção, deixou para trás Andrew Mehrtens, um dos grandes nomes da geração da década de 1990, tida como das mais brilhantes entre todos os esportes mesmo sem títulos mundiais. No mesmo ano, recebeu proposta de 4,8 milhões de euros do francês Racing Métro ao longo de três anos de contrato, o que o tornaria o rugbier mais bem pago do mundo. Carter, porém, teve a dor de ser cortado em meio à Copa do Mundo, sediada por seu país, que voltou a vencer a competição após jejum de 24 anos. Em 2012, ao ajudar os All Blacks a vencer todos os compromissos do primeiro The Rugby Championship, foi eleito pela segunda vez o melhor do mundo. E conseguindo chutar 150 jardas
Só outros quatro jogadores, além de Carter, ultrapassaram os mil pontos por seleções: o mencionado Wilkinson, o irlandês Ronan O'Gara, o argento- italiano Diego Domínguez e o galês Neil Jenkins. Carter é quem mais fez, totalizando no momento 1.516.